# 罗比娜·穆基亚尔
罗比娜·穆基亚尔（波斯語：‎，羅馬化：Robina Muqimyar；1986年7月3日—），本名罗比娜·贾拉利（波斯语：‎，罗马化：‎），阿富汗前奥运会运动员、政治人物，曾代表阿富汗参加了2004年和2008年的奥运会等30余项国际赛事，专攻100米短跑。罗比娜以“穆基亚尔”的名字参加田径比赛，而在阿富汗境内以“贾拉利”这个家族姓氏竞选阿富汗人民院的席位。

## 生平

### 早年
罗比娜·贾拉利出生于阿富汗首都喀布尔，是九个孩子中的一个（七个女孩和两个男孩）。她的父亲是计算机行业的商人，经营着一个教导阿富汗女性如何缝纫的非营利公司。在塔利班首次统治阿富汗时期，贾拉利因不被允许去上学而只能在家接受教育。2001年塔利班政权倒台后，贾拉利才得到了上学的机会。

### 运动员生涯
2004年，17岁的罗比娜以穆基亚尔的名字参加了雅典奥运会的女子100米短跑比赛，在预赛中以14.06秒的成绩获得8场比赛中的第七名，把阿富汗的国家纪录提升了4秒以上。在比赛中，她穿着跑步比赛中并不适用的不符合空气动力学的T恤和绿色运动长裤。2008年，正在银行工作的穆基亚尔临时顶替本来要参加北京奥运会，却在赛前3个月流亡挪威寻求政治庇护的阿富汗代表团运动员梅赫博巴·阿哈德娅参加了女子100米短跑比赛，在鸟巢的预赛赛场上，穆基亚尔仍然戴着头巾、穿着长裤跑步，跑出了14.80秒的成绩，未能晋级复赛。

### 投身政治
2010年，罗比娜使用她的本名罗比娜·贾拉利，以独立人士的身份参加了当年9月的人民院选举，但未能当选。2018年，再次参选的罗比娜赢得了人民院席位，并于翌年就职。2021年，随着塔利班重夺政权，人民院被解散，罗比娜亦不知所踪。